# Injo-gogi-bap
Injo-gogi-bap,  có nghĩa là cơm thịt nhân tạo, là một món ăn của Bắc Triều Tiên, chế biến từ gạo, kim chi, đậu tương và dầu đậu nành. Món này được nấu bằng cách gói cơm trắng trong lớp vỏ mỏng làm từ bã đậu nành còn sót lại và phủ thêm lớp tương ớt. Phương pháp này giúp hình thành nên kết cấu giống như thịt.
Injo-gogi-bap vốn được tạo ra trong nạn đói Bắc Triều Tiên kéo dài từ năm 1994 đến năm 1998.